# Paço Episcopal do Porto

O Paço Episcopal do Porto é a antiga residência dos bispos do Porto. Situa-se adjacente à Sé do Porto e, pela sua posição elevada, domina a paisagem do centro histórico do Porto.
O Paço Episcopal do Porto está classificado como Monumento Nacional desde 1910.

## História
Atribui-se com frequência a iniciativa da construção do Paço Episcopal do Porto ao bispo D. Fr. João Rafael de Mendonça, que implicou a demolição total do antigo Paço e a encomenda deste novo projecto. No entanto, a construção da obra ir-se-ia prolongar durante vários anos e o bispo não chegaria a vê-la completa. Ainda assim, muitos trechos do traçado original foram alterados e outros terminados à pressa em prejuízo do conjunto global, estrutura, clareza e unidade arquitectónica.
Porém, é consensual a influência de Nicolau Nasoni no alçado da frontaria, projectando-se em duas fachadas facilmente reconhecidas, a de ocidente e a de sul. Deste bloco, de digna imponência, majestosa e elegante mas não pesada, rasgam-se dezenas de janelas barrocas. Perto da Sé Catedral, sobre penhascos colossais, a fachada principal ficou a mais baixa.
Forem feitas várias obras de reconstrução do paço, tendo sido uma das mais importantes aquela efectuada pelo bispo D. Luís Pires, ao qual se deve o mérito de aumentar e organizar a importante biblioteca. A mais profunda remodelação seria durante a idade barroca, da iniciativa do Cabido da Sé.
Entre 1916 e 1956, sediou a Câmara Municipal do Porto, enquanto a remodelação da Praça da Liberdade e construção dos novos Paços do Concelho ocorreram.
Actualmente este paço pertence ao Estado e foi recentemente recuperado.

## Descrição
No eixo da composição ergue-se o conjunto portão-janela de honra. O brasão de armas, em pedra, sobrepõe-se ligeiramente ao friso do entablamente que decora a frontaria e acima do beirado eleva-se um frontão curvo e ornamentando, como coroamento do monumental eixo. O brasão é flanqueado de larga decoração. Sobre as lojas, para as quais se abrem cinco portas almofadadas e sete janelas baixas e gradeadas, avistam-se as 24 janelas do andar nobre, 12 de cada lado, unidas verticalmente duas a duas, alternando-se os ornamentos: uns festivos e outros menos ornamentados; cada uma destas janelas abre para varandins guarnecidos de ferro forjado e desenho delicado.
O interior é composto por amplos salões, alguns exuberando excelentes peças de mobiliário, muitas salas, muitos quartos característicos da época anterior à sofrida expropriação. No fundo do vestíbulo desenvolve-se a escadaria nobre, com decoração mural bem posterior à do início do projecto, embora surpreendentemente concordantes no seu conjunto, tectos, lanternim, patamares, corrimões, a entrada do andar nobre, um verdadeiro portal palaciano.

## Galeria

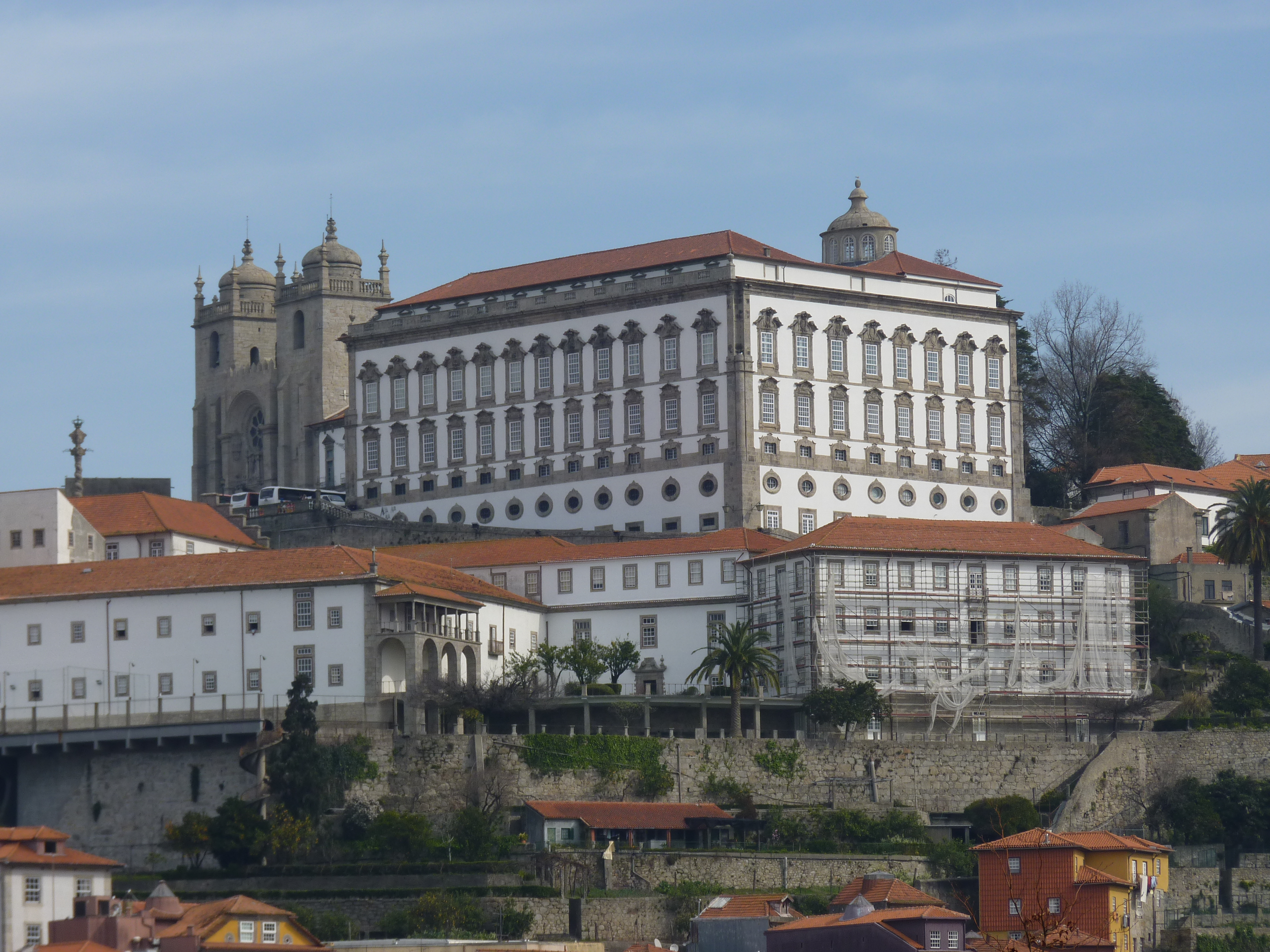
Paço Episcopal visto de Vila Nova de Gaia.
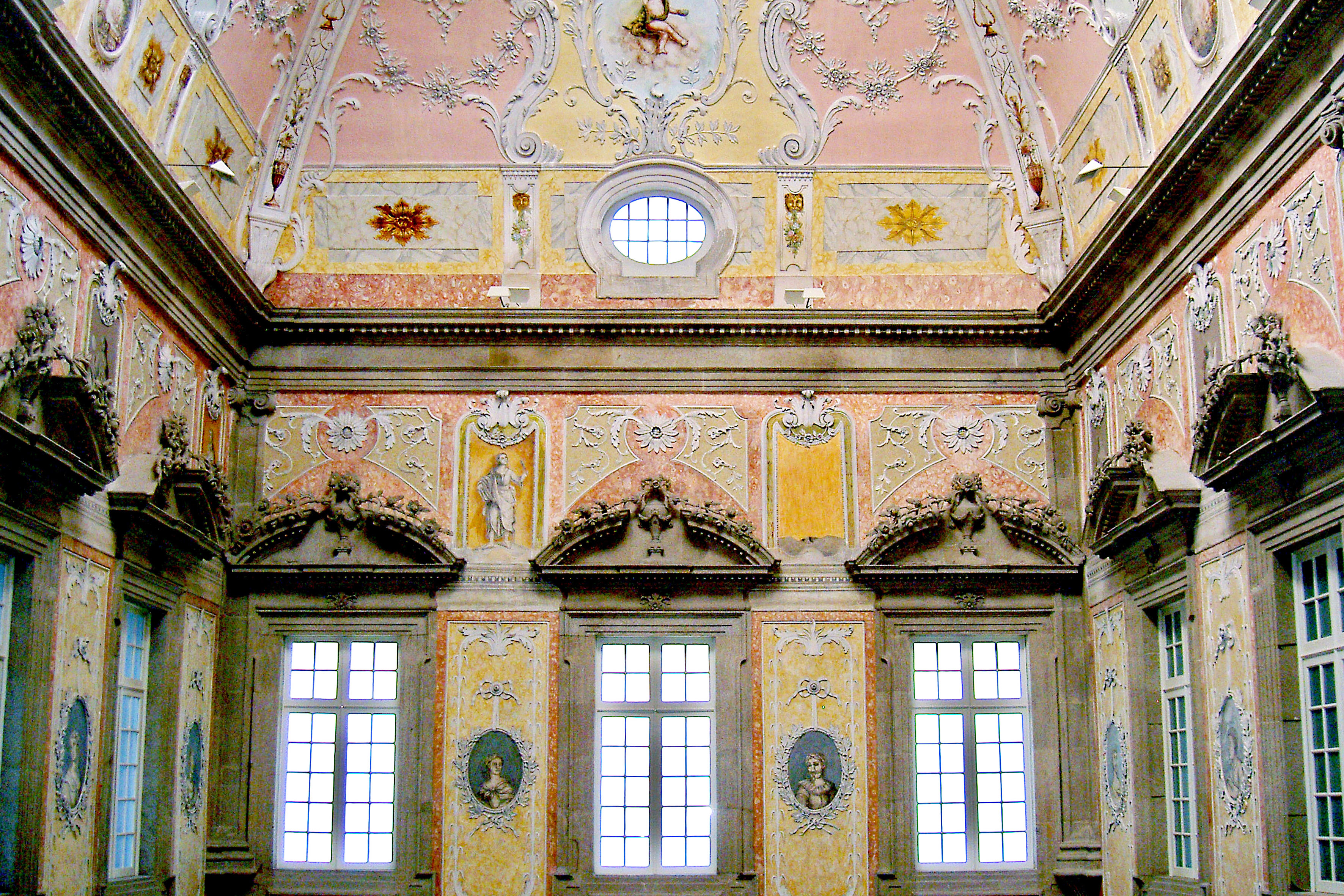
Interior
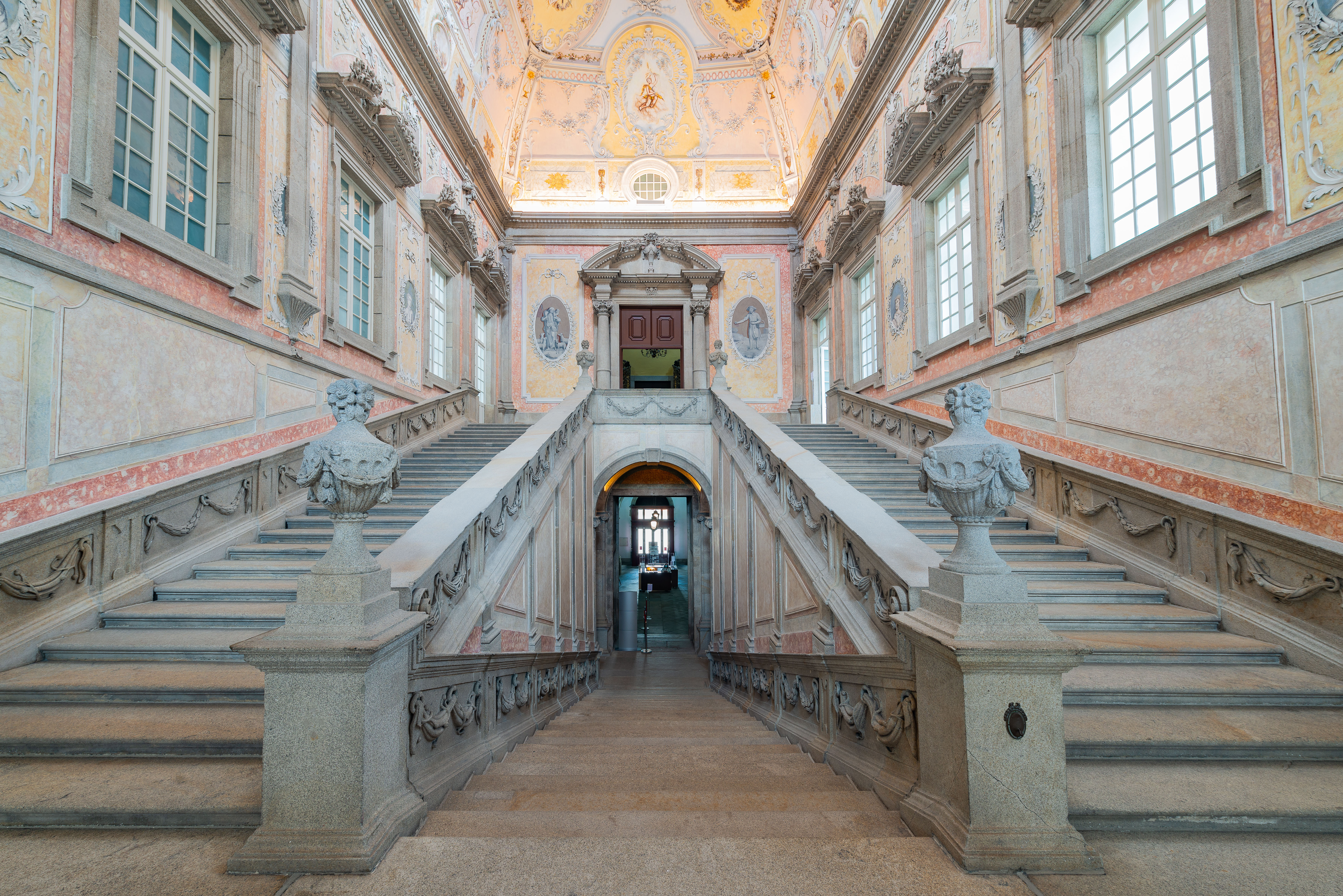
Escadaria